# Lijst van bisschoppen van Breda
Onderstaand volgt een lijst van bisschoppen van het bisdom Breda, een Nederlands rooms-katholiek bisdom.
| Apostolisch vicaris van Breda | Apostolisch vicaris van Breda | Apostolisch vicaris van Breda               |
| ----------------------------- | ----------------------------- | ------------------------------------------- |
| 1803 - 1826                   | Adrianus van Dongen           |                                             |
| 1827 - 1853                   | Joannes van Hooydonk          |                                             |
| Bisschop van Breda            |                               |                                             |
| 1853 - 1867                   | Joannes van Hooydonk          |                                             |
| 1868 - 1874                   | Joannes van Genk              |                                             |
| 1874 - 1884                   | Henricus van Beek             |                                             |
| 1884 - 1914                   | Petrus Leyten                 |                                             |
| 1914 - 1951                   | Petrus Hopmans                | 1945 - 1951: Joseph Baeten (coadjutor)      |
| 1951 - 1962                   | Joseph Baeten                 |                                             |
| 1962 - 1967                   | Gerardus de Vet               |                                             |
| 1967 - 1992                   | Huub Ernst                    |                                             |
| 1994 - 2007                   | Tiny Muskens                  | 2006 - 2007: Hans van den Hende (coadjutor) |
| 2007 - 2011                   | Hans van den Hende            |                                             |
| 2011 - heden                  | Jan Liesen                    |                                             |